# Панфёров, Константин Александрович
Константин Александрович Панфёров (25 октября [6 ноября] 1860, Херсонская губерния — не ранее 1920, Петроградская губерния) — генерал-майор флота в Российской империи.

## Биография
Родился 25 октября (6 ноября) 1860 года в семье морского офицера Александра Константиновича Панфёрова.
С 16 сентября 1875 года вовспитывался в Морском училище; 12 апреля  1881 года был произведён в гардемарины, 31 мая 1882 года — в мичманы. Дальнейшая служба проходила следующим образом:
- 1884 г. мая Утверждён в должности экипажного адъютанта.
- 1889 г. апреля 9. Произведён в лейтенанты.
- 1892 г. августа 11. Назначен командующим конфискованной английской шхуны «Медотот» для отвода её из Петропавловска во Владивосток, которой командовал по 10 сентября 1892 г.
- 1893 г. мая 11. Утверждён в должности командира роты крейсера «Забияка»
- 1893 г. мая 11. Назначен исполнять обязанности артиллерийского офицера.
- 1896 г. мая 27. Назначен командиром 1-й роты команды крейсера 1-го ранга «Россия».
- 1897 г. декабря 23. Зачислен на оклад капитан-лейтенанта.
- 1899 г. февраля 20. Назначен старшим офицером крейсера 1-го ранга «Адмирал Корнилов».
- 1901 г. ноября 5. Назначен командиром миноносца «Сова».
- 1902 г. сентября 28. Назначен ротным командиром школы машинных квартирмейстеров.
- 1902 г. октября 4. Командир судна «Ижора».
- 1902 г. декабря 6. Произведён в капитаны 2-го ранга.
- 1902 г. июня 10. Назначен командиром миноносца «Прочный».
- 1904 г. февраля 23. Назначен в Кронштадте флаг-капитаном берегового штаба старшего флагмана 1 флотской дивизии.
- 1908 г. Произведён в капитаны 1-го ранга. 1 ноября 1911 года назначен командиром Кронштадтского флотского полуэкипажа.
- 1913 г. ноября 6. Произведён в генерал-майоры флота.
- 1917 г. июня 23. Зачислен в резерв флота.
- 1917 г. сентября 3. Назначен членом комиссии по выработке положения о разгрузке и эвакуации учреждений Морского министерства и заводом морского ведомства.
- После октябрьской революции 1917 года, якобы был главным интендантом Кронштадта, а в 1918 или 1919 г. у него случился инсульт и он ушёл в отставку. Последние годы перед смертью жил в принадлежащем ему доме на р. Оредеж.

## Награды
- Орден Святого Станислава 3-й степени (1 января 1894 г.)
- Серебряная медаль «В память царствования императора Александра III» (21 марта 1896 г.)
- Орден Святой Анны 3-й степени (14 мая 1896 г.)
- французский орден Почётного легиона кавалерского креста и прусский орден Короны 3-го класса (8 сентября 1897 г.)
- Орден Святого Станислава 2-й степени за труды по занятию портов Квантунского полуострова (14 сентября 1899 г.)
- бронзовая медаль «За поход в Китай» (6 декабря 1902 г.)
- Орден Святой Анны 2-й степени (1904 г.)
- Орден Святого Владимира 4-й степени (1906 г.)
- Орден Святого Владимира 3-й степени (1912 г.)
- Орден Святого Станислава 1-й степени (1915 г.)
- Орден Святой Анны 1-й степени (6.12.1916)

## Семья
Вступил в брак с дочерью инженера, коллежского асессора Евгенией Александровной Бугольц 17 января 1888 года. Их дети:
- Варвара (род. 3 декабря 1889)
- Владимир (род. 17 августа 1891)
- Георгий (род. 14 марта 1895)